# Familia Ortiz de Rozas
La familia Ortiz de Rozas es una familia noble originaria del Valle de Soba en Cantabria, cuyos miembros pasaron a América y ocuparon cargos tanto en la administración indiana del siglo XVIII, como en la republicana del siglo XIX. 

## Historia

### Origen
El fundador de esta familia fue Rodrigo Ortiz, natural del pueblo de Rozas, regidor perpetuo del Valle de Soba, quien fue empadronado como hidalgo en 1605, 1613 y 1620. Contrajo matrimonio con Ana Ezquerra de Rozas, descendiente de la casa de su nombre, antigua familia del lugar, teniendo por hijos a los primeros Ortiz de Rozas: María y Pedro.
Uno de los descendientes de Pedro llamado Urbano Ortiz de Rozas y Fernández de Soto, nacido a principios de 1645, fue regidor de la villa de Rozas y contrajo matrimonio con Isabel García de Villasuso, quienes tuvieron cinco hijos, tres varones y dos mujeres.

## En América

### Rama de los condes de Poblaciones

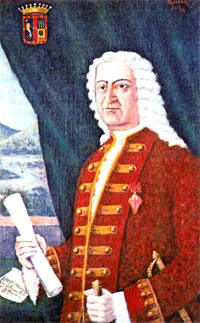
Domingo Ortiz de Rozas y García de Villasuso, I conde de Poblaciones

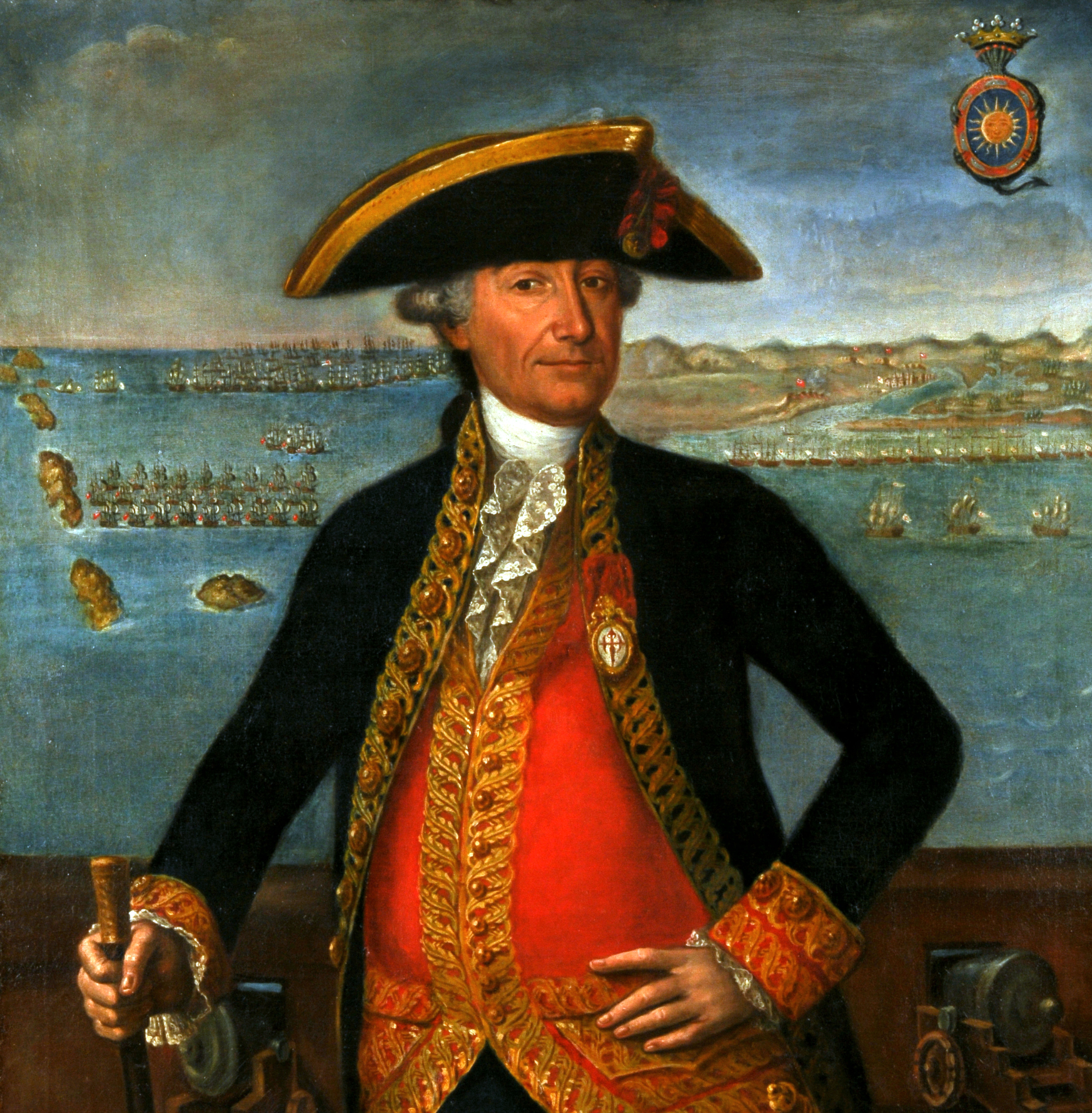
José de Solano y Bote, I marqués del Socorro

El segundo hijo del matrimonio de Urbán Ortiz de Rozas fue el primer miembro de la familia que cruzó el Atlántico. Se trataba de Domingo Ortiz de Rozas, bautizado en Rozas el 21 de noviembre de 1683. Contrajo dos matrimonios, el primero (sin sucesión) con María Francisca Pérez de Balenzuela, y el segundo (celebrado en la Catedral de Cádiz el 21 de enero de 1736) con Ana Felipa Ruiz de Briviesca y Ruiz de Ahumada.
Domingo Ortiz de Rozas tomó parte en las acciones bélicas de la Guerra de Sucesión Española (1701-1715), así como en Italia y el África del Norte. Alcanzó el grado de teniente general de los Reales Ejércitos. Fue nombrado en el puesto de  gobernador y capitán general del Río de la Plata, y posteriormente ocupó el mismo cargo en el Reino de Chile. En Buenos Aires fue reconocido por su buen trato y rectitud con los indios, y durante su mandato los asaltos y ataques de los naturales disminuyeron, mientras que aumentaron las conversiones. En Chile le tocó la instalación de la Real Universidad de San Felipe, fundada por el rey Felipe V por real decreto de 1737, como también el inicio de las emisiones de la Real Casa de Moneda de Chile. Su gobierno en ese país es recordado por la fundación de numerosas ciudades y poblaciones. Entre estas, la Villa Santa Ana de Briviesca, nombrada así en honor a su mujer, y actualmente conocida como Petorca; la Villa de Santo Domingo de Rozas de La Ligua, la de Santa Bárbara de Casablanca, entre otras.
En 1754, el rey Fernando VI le concedió el título de conde de Poblaciones, con el vizcondado previo de Manzaneda. Ortiz de Rozas mandó a construir en su pueblo la hoy conocida como casa-torre del Conde de Poblaciones, que posteriormente fue vinculada en un mayorazgo que él mismo fundó. El capital de este mayorazgo, 40 000 pesos, fue invertido en fincas y propiedades rurales en el Levante español.
El conde de Poblaciones tuvo cinco hijos de su segundo matrimonio: José Joaquín (segundo conde), Rafaela Ignacia, María del Carmen (soltera), Ignacio Javier e Ignacia (monja, sor Teresa de la Asunción). Su segunda hija, Rafaela, fue la 65.ª dama de la Orden de las Damas Nobles de la Reina María Luisa, y contrajo matrimonio con José Solano y Bote, quien sería creado I marqués del Socorro en 1784 por Carlos III, y posteriormente Capitán General de la Real Armada Española. De este matrimonio proceden todos los siguientes marqueses del Socorro, entre los que se cuentan el arquitecto José Solano y de la Mata-Linares y el arqueólogo José María Solano Eulate.

### Rama del Río de la Plata

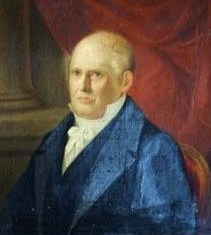
León Ortiz de Rozas y de la Cuadra

Un hermano del Conde de Poblaciones, Bartolomé Ortiz de Rozas y García de Villasuso, también nacido en Rozas en 1689 y quien había contraído matrimonio en Sevilla con María Antonia Rodillo de Brizuela, fue el bisabuelo de Juan Manuel de Rosas.
La familia Ortiz de Rozas, tuvo y tiene gran participación en la Historia Argentina y entre sus miembros se han distinguido: Juan Manuel de Rosas, Gervasio Rozas, Prudencio Ortiz de Rozas, Manuelita Rosas, Agustina Ortiz de Rozas; el apellido Ortiz de Rozas fue trocado por el propio Juan Manuel de Rosas como señal de rebeldía para con su linaje paterno.
Actualmente, parte de la familia Ortiz de Rozas son los dueños del Colegio del Sol, en Tigre, Provincia de Buenos Aires.

### Rama del Cuzco
Antonia Ortiz de Rozas y García de Villasuso, hermana mayor de Domingo y Bartolomé, contrajo matrimonio en Rozas (el 10 de agosto de 1698) con Matías Alonso de Lajarrota y Sáinz de los Terrenos, también de esa vecindad. Su hija Francisca, nacida en Rozas en 1699, se unió en matrimonio con Fernando González de Santayana,.La familia Rozas del Cuzco es descendiente del matrimonio entre Gaspar de Rozas y Josefa de las Infantas.

## Árbol genealógico
| \| \| \| \| \| Pedro Ortiz de Rozas Sáinz Zorrilla (b. 1613) \| Pedro Ortiz de Rozas Sáinz Zorrilla (b. 1613) \| Pedro Ortiz de Rozas Sáinz Zorrilla (b. 1613) \| Pedro Ortiz de Rozas Sáinz Zorrilla (b. 1613) \| Pedro Ortiz de Rozas Sáinz Zorrilla (b. 1613) \| Pedro Ortiz de Rozas Sáinz Zorrilla (b. 1613) \| \| \| Francisca Fernández de Soto Pérez de Soto (b. 1618) \| Francisca Fernández de Soto Pérez de Soto (b. 1618) \| Francisca Fernández de Soto Pérez de Soto (b. 1618) \| Francisca Fernández de Soto Pérez de Soto (b. 1618) \| Francisca Fernández de Soto Pérez de Soto (b. 1618) \| Francisca Fernández de Soto Pérez de Soto (b. 1618) \| \| \| Martín García de Villasuso Sáinz de Soto (b. 1611) \| Martín García de Villasuso Sáinz de Soto (b. 1611) \| Martín García de Villasuso Sáinz de Soto (b. 1611) \| Martín García de Villasuso Sáinz de Soto (b. 1611) \| Martín García de Villasuso Sáinz de Soto (b. 1611) \| Martín García de Villasuso Sáinz de Soto (b. 1611) \| \| \| Antonia Sáinz de la Maza Sáinz Martínez de Rozas (b. 1623, f. 1690) \| Antonia Sáinz de la Maza Sáinz Martínez de Rozas (b. 1623, f. 1690) \| Antonia Sáinz de la Maza Sáinz Martínez de Rozas (b. 1623, f. 1690) \| Antonia Sáinz de la Maza Sáinz Martínez de Rozas (b. 1623, f. 1690) \| Antonia Sáinz de la Maza Sáinz Martínez de Rozas (b. 1623, f. 1690) \| Antonia Sáinz de la Maza Sáinz Martínez de Rozas (b. 1623, f. 1690) \| \| \| \| \| \| \| \| \| \| \| \| \| \| \| \| \| \| \| \| \| \| \| \| \| \| \| \| \| \| Pedro Ortiz de Rozas Sáinz Zorrilla (b. 1613) \| Pedro Ortiz de Rozas Sáinz Zorrilla (b. 1613) \| Pedro Ortiz de Rozas Sáinz Zorrilla (b. 1613) \| Pedro Ortiz de Rozas Sáinz Zorrilla (b. 1613) \| Pedro Ortiz de Rozas Sáinz Zorrilla (b. 1613) \| Pedro Ortiz de Rozas Sáinz Zorrilla (b. 1613) \| \| \| Francisca Fernández de Soto Pérez de Soto (b. 1618) \| Francisca Fernández de Soto Pérez de Soto (b. 1618) \| Francisca Fernández de Soto Pérez de Soto (b. 1618) \| Francisca Fernández de Soto Pérez de Soto (b. 1618) \| Francisca Fernández de Soto Pérez de Soto (b. 1618) \| Francisca Fernández de Soto Pérez de Soto (b. 1618) \| \| \| Martín García de Villasuso Sáinz de Soto (b. 1611) \| Martín García de Villasuso Sáinz de Soto (b. 1611) \| Martín García de Villasuso Sáinz de Soto (b. 1611) \| Martín García de Villasuso Sáinz de Soto (b. 1611) \| Martín García de Villasuso Sáinz de Soto (b. 1611) \| Martín García de Villasuso Sáinz de Soto (b. 1611) \| \| \| Antonia Sáinz de la Maza Sáinz Martínez de Rozas (b. 1623, f. 1690) \| Antonia Sáinz de la Maza Sáinz Martínez de Rozas (b. 1623, f. 1690) \| Antonia Sáinz de la Maza Sáinz Martínez de Rozas (b. 1623, f. 1690) \| Antonia Sáinz de la Maza Sáinz Martínez de Rozas (b. 1623, f. 1690) \| Antonia Sáinz de la Maza Sáinz Martínez de Rozas (b. 1623, f. 1690) \| Antonia Sáinz de la Maza Sáinz Martínez de Rozas (b. 1623, f. 1690) \| \| \| \| \| \| \| \| \| \| \| \| \| \| \| \| \| \| \| \| \| \| \| \| \| \| \| \| \| \| \| \| \| \| \| \| \| \| \| \| \| \| \| \| \| \| \| \| \| \| \| \| \| \| \| \| \| \| \| \| \| \| \| \| \| \| \| \| \| \| \| \| \| \| \| \| \| \| \| \| \| \| \| \| \| \| \| \| \| \| \| \| \| \| \| \| \| \| \| \| \| \| \| \| \| \| \| \| \| \| \| \| \| \| \| \| \| \| \| \| \| \| \| \| \| \| \| \| \| \| \| \| \| \| \| \| \| \| \| \| \| \| \| \| \| \| \| \| \| \| \| \| \| \| \| \| Urbán Ortiz de Rozas Fernández de Soto (b. 1645) \| Urbán Ortiz de Rozas Fernández de Soto (b. 1645) \| Urbán Ortiz de Rozas Fernández de Soto (b. 1645) \| Urbán Ortiz de Rozas Fernández de Soto (b. 1645) \| Urbán Ortiz de Rozas Fernández de Soto (b. 1645) \| Urbán Ortiz de Rozas Fernández de Soto (b. 1645) \| \| \| Isabel García de Villasuso Sáinz de la Maza (b. 1648) \| Isabel García de Villasuso Sáinz de la Maza (b. 1648) \| Isabel García de Villasuso Sáinz de la Maza (b. 1648) \| Isabel García de Villasuso Sáinz de la Maza (b. 1648) \| Isabel García de Villasuso Sáinz de la Maza (b. 1648) \| Isabel García de Villasuso Sáinz de la Maza (b. 1648) \| \| \| \| \| \| \| \| \| \| \| \| \| \| \| \| \| \| \| \| \| \| \| \| \| \| \| \| \| \| \| \| \| \| \| \| \| \| \| \| \| \| \| \| \| \| Urbán Ortiz de Rozas Fernández de Soto (b. 1645) \| Urbán Ortiz de Rozas Fernández de Soto (b. 1645) \| Urbán Ortiz de Rozas Fernández de Soto (b. 1645) \| Urbán Ortiz de Rozas Fernández de Soto (b. 1645) \| Urbán Ortiz de Rozas Fernández de Soto (b. 1645) \| Urbán Ortiz de Rozas Fernández de Soto (b. 1645) \| \| \| Isabel García de Villasuso Sáinz de la Maza (b. 1648) \| Isabel García de Villasuso Sáinz de la Maza (b. 1648) \| Isabel García de Villasuso Sáinz de la Maza (b. 1648) \| Isabel García de Villasuso Sáinz de la Maza (b. 1648) \| Isabel García de Villasuso Sáinz de la Maza (b. 1648) \| Isabel García de Villasuso Sáinz de la Maza (b. 1648) \| \| \| \| \| \| \| \| \| \| \| \| \| \| \| \| \| \| \| \| \| \| \| \| \| \| \| \| \| \| \| \| \| \| \| \| \| \| \| \| \| \| \| \| \| \| \| \| \| \| \| \| \| \| \| \| \| \| \| \| \| \| \| \| \| \| \| \| \| \| \| \| \| \| \| \| \| \| \| \| \| \| \| \| \| \| \| \| \| \| \| \| \| \| \| \| \| \| \| \| \| \| \| \| \| \| \| \| \| \| \| \| \| \| \| \| \| \| \| \| \| \| \| \| \| \| \| \| \| \| \| \| \| \| \| \| \| \| \| \| \| \| \| \| \| \| \| \| \| \| \| \| \| \| \| \| Antonia Ortiz de Rozas García de Villasuso (b. 1675) \| Antonia Ortiz de Rozas García de Villasuso (b. 1675) \| Antonia Ortiz de Rozas García de Villasuso (b. 1675) \| Antonia Ortiz de Rozas García de Villasuso (b. 1675) \| Antonia Ortiz de Rozas García de Villasuso (b. 1675) \| Antonia Ortiz de Rozas García de Villasuso (b. 1675) \| \| \| Francisco Ortiz de Rozas García de Villasuso (b. 1677) \| Francisco Ortiz de Rozas García de Villasuso (b. 1677) \| Francisco Ortiz de Rozas García de Villasuso (b. 1677) \| Francisco Ortiz de Rozas García de Villasuso (b. 1677) \| Francisco Ortiz de Rozas García de Villasuso (b. 1677) \| Francisco Ortiz de Rozas García de Villasuso (b. 1677) \| \| \| Domingo Ortiz de Rozas García de Villasuso, i conde de Poblaciones (b. 1683, f. 1756) \| Domingo Ortiz de Rozas García de Villasuso, i conde de Poblaciones (b. 1683, f. 1756) \| Domingo Ortiz de Rozas García de Villasuso, i conde de Poblaciones (b. 1683, f. 1756) \| Domingo Ortiz de Rozas García de Villasuso, i conde de Poblaciones (b. 1683, f. 1756) \| Domingo Ortiz de Rozas García de Villasuso, i conde de Poblaciones (b. 1683, f. 1756) \| Domingo Ortiz de Rozas García de Villasuso, i conde de Poblaciones (b. 1683, f. 1756) \| \| \| Bartolomé Ortiz de Rozas García de Villasuso (b. 1689) \| Bartolomé Ortiz de Rozas García de Villasuso (b. 1689) \| Bartolomé Ortiz de Rozas García de Villasuso (b. 1689) \| Bartolomé Ortiz de Rozas García de Villasuso (b. 1689) \| Bartolomé Ortiz de Rozas García de Villasuso (b. 1689) \| Bartolomé Ortiz de Rozas García de Villasuso (b. 1689) \| \| \| \| \| \| \| \| \| \| \| \| \| \| \| \| \| \| \| \| \| \| \| \| \| \| \| \| \| \| Antonia Ortiz de Rozas García de Villasuso (b. 1675) \| Antonia Ortiz de Rozas García de Villasuso (b. 1675) \| Antonia Ortiz de Rozas García de Villasuso (b. 1675) \| Antonia Ortiz de Rozas García de Villasuso (b. 1675) \| Antonia Ortiz de Rozas García de Villasuso (b. 1675) \| Antonia Ortiz de Rozas García de Villasuso (b. 1675) \| \| \| Francisco Ortiz de Rozas García de Villasuso (b. 1677) \| Francisco Ortiz de Rozas García de Villasuso (b. 1677) \| Francisco Ortiz de Rozas García de Villasuso (b. 1677) \| Francisco Ortiz de Rozas García de Villasuso (b. 1677) \| Francisco Ortiz de Rozas García de Villasuso (b. 1677) \| Francisco Ortiz de Rozas García de Villasuso (b. 1677) \| \| \| Domingo Ortiz de Rozas García de Villasuso, i conde de Poblaciones (b. 1683, f. 1756) \| Domingo Ortiz de Rozas García de Villasuso, i conde de Poblaciones (b. 1683, f. 1756) \| Domingo Ortiz de Rozas García de Villasuso, i conde de Poblaciones (b. 1683, f. 1756) \| Domingo Ortiz de Rozas García de Villasuso, i conde de Poblaciones (b. 1683, f. 1756) \| Domingo Ortiz de Rozas García de Villasuso, i conde de Poblaciones (b. 1683, f. 1756) \| Domingo Ortiz de Rozas García de Villasuso, i conde de Poblaciones (b. 1683, f. 1756) \| \| \| Bartolomé Ortiz de Rozas García de Villasuso (b. 1689) \| Bartolomé Ortiz de Rozas García de Villasuso (b. 1689) \| Bartolomé Ortiz de Rozas García de Villasuso (b. 1689) \| Bartolomé Ortiz de Rozas García de Villasuso (b. 1689) \| Bartolomé Ortiz de Rozas García de Villasuso (b. 1689) \| Bartolomé Ortiz de Rozas García de Villasuso (b. 1689) \| \| \| \| \| \| \| \| \| \| \| \| \| \| \| \| \| \| \| \| \| \| \| \| \| \| \| \| \| \| Rama del Cuzco \| Rama del Cuzco \| Rama del Cuzco \| Rama del Cuzco \| Rama del Cuzco \| Rama del Cuzco \| \| \| \| \| \| \| \| \| \| \| Condes de Poblaciones Marqueses del Socorro \| Condes de Poblaciones Marqueses del Socorro \| Condes de Poblaciones Marqueses del Socorro \| Condes de Poblaciones Marqueses del Socorro \| Condes de Poblaciones Marqueses del Socorro \| Condes de Poblaciones Marqueses del Socorro \| \| \| Rama del Río de la Plata \| Rama del Río de la Plata \| Rama del Río de la Plata \| Rama del Río de la Plata \| Rama del Río de la Plata \| Rama del Río de la Plata \| \| \| \| \| \| \| \| \| \| \| \| \| \| \| \| \| \| \| \| \| \| \| \| \| |  |  |  |                                                      |                                                      |                                                      |                                                      |                                                      |                                                      |  |  |                                                        |                                                        |                                                        |                                                        |                                                        |                                                        |  |  |                                                                                       |                                                                                       |                                                                                       |                                                                                       |                                                                                       |                                                                                       |  |  |                                                                     |                                                                     |                                                                     |                                                                     |                                                                     |                                                                     |  |  |  |  |  |  |  |  |  |  |  |  |  |  |  |  |  |  |  |  |  |  |  |  |
| |  |  |  | Pedro Ortiz de Rozas Sáinz Zorrilla (b. 1613)        | Pedro Ortiz de Rozas Sáinz Zorrilla (b. 1613)        | Pedro Ortiz de Rozas Sáinz Zorrilla (b. 1613)        | Pedro Ortiz de Rozas Sáinz Zorrilla (b. 1613)        | Pedro Ortiz de Rozas Sáinz Zorrilla (b. 1613)        | Pedro Ortiz de Rozas Sáinz Zorrilla (b. 1613)        |  |  | Francisca Fernández de Soto Pérez de Soto (b. 1618)    | Francisca Fernández de Soto Pérez de Soto (b. 1618)    | Francisca Fernández de Soto Pérez de Soto (b. 1618)    | Francisca Fernández de Soto Pérez de Soto (b. 1618)    | Francisca Fernández de Soto Pérez de Soto (b. 1618)    | Francisca Fernández de Soto Pérez de Soto (b. 1618)    |  |  | Martín García de Villasuso Sáinz de Soto (b. 1611)                                    | Martín García de Villasuso Sáinz de Soto (b. 1611)                                    | Martín García de Villasuso Sáinz de Soto (b. 1611)                                    | Martín García de Villasuso Sáinz de Soto (b. 1611)                                    | Martín García de Villasuso Sáinz de Soto (b. 1611)                                    | Martín García de Villasuso Sáinz de Soto (b. 1611)                                    |  |  | Antonia Sáinz de la Maza Sáinz Martínez de Rozas (b. 1623, f. 1690) | Antonia Sáinz de la Maza Sáinz Martínez de Rozas (b. 1623, f. 1690) | Antonia Sáinz de la Maza Sáinz Martínez de Rozas (b. 1623, f. 1690) | Antonia Sáinz de la Maza Sáinz Martínez de Rozas (b. 1623, f. 1690) | Antonia Sáinz de la Maza Sáinz Martínez de Rozas (b. 1623, f. 1690) | Antonia Sáinz de la Maza Sáinz Martínez de Rozas (b. 1623, f. 1690) |  |  |  |  |  |  |  |  |  |  |  |  |  |  |  |  |  |  |  |  |  |  |  |  |
| |  |  |  | Pedro Ortiz de Rozas Sáinz Zorrilla (b. 1613)        | Pedro Ortiz de Rozas Sáinz Zorrilla (b. 1613)        | Pedro Ortiz de Rozas Sáinz Zorrilla (b. 1613)        | Pedro Ortiz de Rozas Sáinz Zorrilla (b. 1613)        | Pedro Ortiz de Rozas Sáinz Zorrilla (b. 1613)        | Pedro Ortiz de Rozas Sáinz Zorrilla (b. 1613)        |  |  | Francisca Fernández de Soto Pérez de Soto (b. 1618)    | Francisca Fernández de Soto Pérez de Soto (b. 1618)    | Francisca Fernández de Soto Pérez de Soto (b. 1618)    | Francisca Fernández de Soto Pérez de Soto (b. 1618)    | Francisca Fernández de Soto Pérez de Soto (b. 1618)    | Francisca Fernández de Soto Pérez de Soto (b. 1618)    |  |  | Martín García de Villasuso Sáinz de Soto (b. 1611)                                    | Martín García de Villasuso Sáinz de Soto (b. 1611)                                    | Martín García de Villasuso Sáinz de Soto (b. 1611)                                    | Martín García de Villasuso Sáinz de Soto (b. 1611)                                    | Martín García de Villasuso Sáinz de Soto (b. 1611)                                    | Martín García de Villasuso Sáinz de Soto (b. 1611)                                    |  |  | Antonia Sáinz de la Maza Sáinz Martínez de Rozas (b. 1623, f. 1690) | Antonia Sáinz de la Maza Sáinz Martínez de Rozas (b. 1623, f. 1690) | Antonia Sáinz de la Maza Sáinz Martínez de Rozas (b. 1623, f. 1690) | Antonia Sáinz de la Maza Sáinz Martínez de Rozas (b. 1623, f. 1690) | Antonia Sáinz de la Maza Sáinz Martínez de Rozas (b. 1623, f. 1690) | Antonia Sáinz de la Maza Sáinz Martínez de Rozas (b. 1623, f. 1690) |  |  |  |  |  |  |  |  |  |  |  |  |  |  |  |  |  |  |  |  |  |  |  |  |
| |  |  |  |                                                      |                                                      |                                                      |                                                      |                                                      |                                                      |  |  |                                                        |                                                        |                                                        |                                                        |                                                        |                                                        |  |  |                                                                                       |                                                                                       |                                                                                       |                                                                                       |                                                                                       |                                                                                       |  |  |                                                                     |                                                                     |                                                                     |                                                                     |                                                                     |                                                                     |  |  |  |  |  |  |  |  |  |  |  |  |  |  |  |  |  |  |  |  |  |  |  |  |
| |  |  |  |                                                      |                                                      |                                                      |                                                      |                                                      |                                                      |  |  |                                                        |                                                        |                                                        |                                                        |                                                        |                                                        |  |  |                                                                                       |                                                                                       |                                                                                       |                                                                                       |                                                                                       |                                                                                       |  |  |                                                                     |                                                                     |                                                                     |                                                                     |                                                                     |                                                                     |  |  |  |  |  |  |  |  |  |  |  |  |  |  |  |  |  |  |  |  |  |  |  |  |
| |  |  |  |                                                      |                                                      |                                                      |                                                      |                                                      |                                                      |  |  | Urbán Ortiz de Rozas Fernández de Soto (b. 1645)       | Urbán Ortiz de Rozas Fernández de Soto (b. 1645)       | Urbán Ortiz de Rozas Fernández de Soto (b. 1645)       | Urbán Ortiz de Rozas Fernández de Soto (b. 1645)       | Urbán Ortiz de Rozas Fernández de Soto (b. 1645)       | Urbán Ortiz de Rozas Fernández de Soto (b. 1645)       |  |  | Isabel García de Villasuso Sáinz de la Maza (b. 1648)                                 | Isabel García de Villasuso Sáinz de la Maza (b. 1648)                                 | Isabel García de Villasuso Sáinz de la Maza (b. 1648)                                 | Isabel García de Villasuso Sáinz de la Maza (b. 1648)                                 | Isabel García de Villasuso Sáinz de la Maza (b. 1648)                                 | Isabel García de Villasuso Sáinz de la Maza (b. 1648)                                 |  |  |                                                                     |                                                                     |                                                                     |                                                                     |                                                                     |                                                                     |  |  |  |  |  |  |  |  |  |  |  |  |  |  |  |  |  |  |  |  |  |  |  |  |
| |  |  |  |                                                      |                                                      |                                                      |                                                      |                                                      |                                                      |  |  | Urbán Ortiz de Rozas Fernández de Soto (b. 1645)       | Urbán Ortiz de Rozas Fernández de Soto (b. 1645)       | Urbán Ortiz de Rozas Fernández de Soto (b. 1645)       | Urbán Ortiz de Rozas Fernández de Soto (b. 1645)       | Urbán Ortiz de Rozas Fernández de Soto (b. 1645)       | Urbán Ortiz de Rozas Fernández de Soto (b. 1645)       |  |  | Isabel García de Villasuso Sáinz de la Maza (b. 1648)                                 | Isabel García de Villasuso Sáinz de la Maza (b. 1648)                                 | Isabel García de Villasuso Sáinz de la Maza (b. 1648)                                 | Isabel García de Villasuso Sáinz de la Maza (b. 1648)                                 | Isabel García de Villasuso Sáinz de la Maza (b. 1648)                                 | Isabel García de Villasuso Sáinz de la Maza (b. 1648)                                 |  |  |                                                                     |                                                                     |                                                                     |                                                                     |                                                                     |                                                                     |  |  |  |  |  |  |  |  |  |  |  |  |  |  |  |  |  |  |  |  |  |  |  |  |
| |  |  |  |                                                      |                                                      |                                                      |                                                      |                                                      |                                                      |  |  |                                                        |                                                        |                                                        |                                                        |                                                        |                                                        |  |  |                                                                                       |                                                                                       |                                                                                       |                                                                                       |                                                                                       |                                                                                       |  |  |                                                                     |                                                                     |                                                                     |                                                                     |                                                                     |                                                                     |  |  |  |  |  |  |  |  |  |  |  |  |  |  |  |  |  |  |  |  |  |  |  |  |
| |  |  |  |                                                      |                                                      |                                                      |                                                      |                                                      |                                                      |  |  |                                                        |                                                        |                                                        |                                                        |                                                        |                                                        |  |  |                                                                                       |                                                                                       |                                                                                       |                                                                                       |                                                                                       |                                                                                       |  |  |                                                                     |                                                                     |                                                                     |                                                                     |                                                                     |                                                                     |  |  |  |  |  |  |  |  |  |  |  |  |  |  |  |  |  |  |  |  |  |  |  |  |
| |  |  |  | Antonia Ortiz de Rozas García de Villasuso (b. 1675) | Antonia Ortiz de Rozas García de Villasuso (b. 1675) | Antonia Ortiz de Rozas García de Villasuso (b. 1675) | Antonia Ortiz de Rozas García de Villasuso (b. 1675) | Antonia Ortiz de Rozas García de Villasuso (b. 1675) | Antonia Ortiz de Rozas García de Villasuso (b. 1675) |  |  | Francisco Ortiz de Rozas García de Villasuso (b. 1677) | Francisco Ortiz de Rozas García de Villasuso (b. 1677) | Francisco Ortiz de Rozas García de Villasuso (b. 1677) | Francisco Ortiz de Rozas García de Villasuso (b. 1677) | Francisco Ortiz de Rozas García de Villasuso (b. 1677) | Francisco Ortiz de Rozas García de Villasuso (b. 1677) |  |  | Domingo Ortiz de Rozas García de Villasuso, i conde de Poblaciones (b. 1683, f. 1756) | Domingo Ortiz de Rozas García de Villasuso, i conde de Poblaciones (b. 1683, f. 1756) | Domingo Ortiz de Rozas García de Villasuso, i conde de Poblaciones (b. 1683, f. 1756) | Domingo Ortiz de Rozas García de Villasuso, i conde de Poblaciones (b. 1683, f. 1756) | Domingo Ortiz de Rozas García de Villasuso, i conde de Poblaciones (b. 1683, f. 1756) | Domingo Ortiz de Rozas García de Villasuso, i conde de Poblaciones (b. 1683, f. 1756) |  |  | Bartolomé Ortiz de Rozas García de Villasuso (b. 1689)              | Bartolomé Ortiz de Rozas García de Villasuso (b. 1689)              | Bartolomé Ortiz de Rozas García de Villasuso (b. 1689)              | Bartolomé Ortiz de Rozas García de Villasuso (b. 1689)              | Bartolomé Ortiz de Rozas García de Villasuso (b. 1689)              | Bartolomé Ortiz de Rozas García de Villasuso (b. 1689)              |  |  |  |  |  |  |  |  |  |  |  |  |  |  |  |  |  |  |  |  |  |  |  |  |
| |  |  |  | Antonia Ortiz de Rozas García de Villasuso (b. 1675) | Antonia Ortiz de Rozas García de Villasuso (b. 1675) | Antonia Ortiz de Rozas García de Villasuso (b. 1675) | Antonia Ortiz de Rozas García de Villasuso (b. 1675) | Antonia Ortiz de Rozas García de Villasuso (b. 1675) | Antonia Ortiz de Rozas García de Villasuso (b. 1675) |  |  | Francisco Ortiz de Rozas García de Villasuso (b. 1677) | Francisco Ortiz de Rozas García de Villasuso (b. 1677) | Francisco Ortiz de Rozas García de Villasuso (b. 1677) | Francisco Ortiz de Rozas García de Villasuso (b. 1677) | Francisco Ortiz de Rozas García de Villasuso (b. 1677) | Francisco Ortiz de Rozas García de Villasuso (b. 1677) |  |  | Domingo Ortiz de Rozas García de Villasuso, i conde de Poblaciones (b. 1683, f. 1756) | Domingo Ortiz de Rozas García de Villasuso, i conde de Poblaciones (b. 1683, f. 1756) | Domingo Ortiz de Rozas García de Villasuso, i conde de Poblaciones (b. 1683, f. 1756) | Domingo Ortiz de Rozas García de Villasuso, i conde de Poblaciones (b. 1683, f. 1756) | Domingo Ortiz de Rozas García de Villasuso, i conde de Poblaciones (b. 1683, f. 1756) | Domingo Ortiz de Rozas García de Villasuso, i conde de Poblaciones (b. 1683, f. 1756) |  |  | Bartolomé Ortiz de Rozas García de Villasuso (b. 1689)              | Bartolomé Ortiz de Rozas García de Villasuso (b. 1689)              | Bartolomé Ortiz de Rozas García de Villasuso (b. 1689)              | Bartolomé Ortiz de Rozas García de Villasuso (b. 1689)              | Bartolomé Ortiz de Rozas García de Villasuso (b. 1689)              | Bartolomé Ortiz de Rozas García de Villasuso (b. 1689)              |  |  |  |  |  |  |  |  |  |  |  |  |  |  |  |  |  |  |  |  |  |  |  |  |
| |  |  |  | Rama del Cuzco                                       | Rama del Cuzco                                       | Rama del Cuzco                                       | Rama del Cuzco                                       | Rama del Cuzco                                       | Rama del Cuzco                                       |  |  |                                                        |                                                        |                                                        |                                                        |                                                        |                                                        |  |  | Condes de Poblaciones Marqueses del Socorro                                           | Condes de Poblaciones Marqueses del Socorro                                           | Condes de Poblaciones Marqueses del Socorro                                           | Condes de Poblaciones Marqueses del Socorro                                           | Condes de Poblaciones Marqueses del Socorro                                           | Condes de Poblaciones Marqueses del Socorro                                           |  |  | Rama del Río de la Plata                                            | Rama del Río de la Plata                                            | Rama del Río de la Plata                                            | Rama del Río de la Plata                                            | Rama del Río de la Plata                                            | Rama del Río de la Plata                                            |  |  |  |  |  |  |  |  |  |  |  |  |  |  |  |  |  |  |  |  |  |  |  |  |